# Muhammad Khan Achakzai
Muhammad Khan Achakzai (en pastún: Muḥammad Xān Aćakzaī; en urdu: محمد خان اچکزئی‎; Qilla Abdullah, 1930) es un político pakistaní que se desempeñó como 23.º Gobernador de  Baluchistán.

## Biografía
Es hijo de Abdul Samad Achakzai y hermano mayor de los políticos Mahmood Khan Achakzai y Hamid Khan Achakzai. Se graduó de la Universidad de Punjab.
Está afiliado al Partido Pakhtunkhwa Milli Awami y proviene de la prominente familia política Achakzai de Baluchistán. Achakzai fue nombrado gobernador de Baluchistán el 11 de junio de 2013. Renunció a la gobernación el 6 de septiembre de 2018.